# كريل ثلاثي الأشواك
كريل ثلاثي الأشواك  (الاسم العلمي: Euphausia triacantha) هو نوع من المفصليات يتبع جنس الكريل من الفصيلة الكريلية.